# 29561 Яттері
29561 Яттері (29561 Iatteri) — астероїд головного поясу, відкритий 21 лютого 1998 року.
Тіссеранів параметр щодо Юпітера — 3,192.